# Aludra
Aludra, eller Eta Canis Majoris, (η  Canis Majoris, förkortat Eta CMa, η CMa), som är stjärnans Bayer-beteckning, är en ensam stjärna i den sydöstra delen av stjärnbilden Stora hunden. Den har en genomsnittligskenbar magnitud på +2,45 och är synlig för blotta ögat. Baserat på parallaxmätningar i Hipparcos-uppdraget på ca 1,6 mas beräknas den befinna sig på ca 2 000 ljusårs (600 parsek) avstånd från solen. Trots dess stora avstånd från solen är den ljusstark. Dess absoluta magnitud är nämligen -7,0. Sedan 1943 är den referens vid klassificering av stjärnors spektrum.

## Nomenklatur
ε Canis Majoris är stjärnans Bayer-beteckning. Den har det traditionella namnet Aludra, som kommer av arabiskans العذراء al-adhraa 'jungfrun'.
År 2016 organiserade internationella astronomiska unionen en arbetsgrupp för stjärnnamn (WGSN) för att katalogisera och standardisera egennamn för stjärnor. WGSN:s första bulletin i juli 2016 ger en tabell över de två första satserna av namn som godkänts av WGSN, där Aludra ingår för denna stjärna.

## Egenskaper
Eta Canis Majoris är en blå till vit superjättestjärna av spektralklass B5 Ia. Den har en massa som är ca 19 gånger solens massa, en radie som är ca 56 gånger större än solens och utsänder ca 105 400 gånger mera energi än solen från dess fotosfär vid en effektiv temperatur på ca 15 000 K.
Eta Canis Majoris är en pulserande variabel av Alfa Cygni-typ (ACYG). Den varierar mellan skenbar magnitud +2,38 och 2,48 med en period av 4,70433 dygn.
Eta Canis Majoris har bara funnits en bråkdel av tiden som solen har, men är redan i de sista stadierna av sin utveckling. Den expanderar fortfarande och kan bli en röd superjätte, eller kanske redan har passerat den fasen, men i båda fallen blir den en supernova inom de närmaste miljontals åren.